# Шатокуа (округ, Канзас)
Шато́куа (англ. Chautauqua County; стандартное обозначение CQ) — округ в штате Канзас, США. Официально образован 25 марта 1875 года. По состоянию на 2010 год, численность населения составляла 3 669 человек.

## География
По данным Бюро переписи США, общая площадь округа равняется 1 670,552 км², из которых 1 655,012 км² суша и 15,281 км² или 0,900 % это водоёмы.

## Население
По данным переписи населения 2000 года в округе проживает 4 359 жителей в составе 1 796 домашних хозяйств и 1 235 семей. Плотность населения составляет 3,00 человека на км2. На территории округа насчитывается 2 169 жилых строений, при плотности застройки около 1,00-го строения на км2. Расовый состав населения: белые — 93,83 %, афроамериканцы — 0,30 %, коренные американцы (индейцы) — 3,58 %, азиаты — 0,07 %, гавайцы — 0,05 %, представители других рас — 0,34 %, представители двух или более рас — 1,84 %. Испаноязычные составляли 1,35 % населения независимо от расы.
В составе 26,20 % из общего числа домашних хозяйств проживают дети в возрасте до 18 лет, 57,30 % домашних хозяйств представляют собой супружеские пары проживающие вместе, 7,90 % домашних хозяйств представляют собой одиноких женщин без супруга, 31,20 % домашних хозяйств не имеют отношения к семьям, 29,40 % домашних хозяйств состоят из одного человека, 16,40 % домашних хозяйств состоят из престарелых (65 лет и старше), проживающих в одиночестве. Средний размер домашнего хозяйства составляет 2,34 человека, и средний размер семьи 2,87 человека.
Возрастной состав округа: 23,40 % моложе 18 лет, 6,10 % от 18 до 24, 20,90 % от 25 до 44, 25,20 % от 45 до 64 и 25,20 % от 65 и старше. Средний возраст жителя округа 45 лет. На каждые 100 женщин приходится 93,60 мужчин. На каждые 100 женщин старше 18 лет приходится 91,20 мужчин.
Средний доход на домохозяйство в округе составлял 28 717 USD, на семью — 33 871 USD. Среднестатистический заработок мужчины был 25 083 USD против 21 346 USD для женщины. Доход на душу населения составлял 16 280 USD. Около 9,00 % семей и 12,20 % общего населения находились ниже черты бедности, в том числе — 15,80 % молодёжи (тех, кому ещё не исполнилось 18 лет) и 10,60 % тех, кому было уже больше 65 лет.